# Lycidola flavofasciata
Lycidola flavofasciata är en skalbaggsart som beskrevs av Waterhouse 1880. Lycidola flavofasciata ingår i släktet Lycidola och familjen långhorningar. Inga underarter finns listade i Catalogue of Life.